# SWK Bank
Die Süd-West-Kreditbank Finanzierung GmbH (SWK Bank) ist eine deutsche Direktbank mit Sitz in Mainz.

## Unternehmen
Die SWK Bank ist eine deutsche Direktbank, die sich auf die Vergabe von Krediten und die Annahme von Einlagen über das Internet spezialisiert hat. Zusätzlich ergänzen Absatzfinanzierungen für langlebige Wirtschaftsgüter – wie Neu- und Gebrauchtwagen sowie die Finanzierung von Wärmepumpen, Solar- und Photovoltaikanlagen, das Policendarlehen und die Mietkaution – in Zusammenarbeit mit dem stationären Handel das Produktangebot. Alle Serviceaktivitäten im Bereich der Kundenbetreuung und -pflege nimmt die Tochtergesellschaft krefa services wahr. Als erste Bank in Deutschland ermöglicht die SWK Bank ihren Kunden seit Mai 2014 eine Video-Identifikation als schnelle Alternative zum PostIdent-Verfahren.
Als White-Label-Bank kooperiert die SWK Bank mit Banken und Fintechs. Für sie stellt die SWK Bank ihre Systeme und ihre Prozesse als Dienstleistung („Banking-as-a-Service“) für das Kreditgeschäft, Einlagengeschäft und den Zahlungsverkehr zur Verfügung. Weiterhin unterstützt die SWK Bank Partner bei der Entwicklung eigener Vertriebs- und Risikostrategien.

## Geschichte
Die SWK wurde 1959 in Frankfurt am Main gegründet, 1982 erfolgte die Verlegung des Unternehmenssitzes nach Bingen am Rhein. Rechtsform ist die GmbH, die unter HRB 21815 beim Amtsgericht Mainz registriert ist. Die Bank ist eine 100%ige Tochter der Vesta Beteiligungs GmbH der Industriellen-Familie Fissler mit Sitz in Idar-Oberstein.
Im Jahr 2023 erfolgte die Sitzverlegung nach Mainz.

## Mitgliedschaften
- Arbeitgeberverband des privaten Bankgewerbes
- Bankenfachverband (BFACH)
- Entschädigungseinrichtung deutscher Banken
- Gesellschaft für Datenschutz und Datensicherheit (GDD)
- Bundesverband Solarwirtschaft (BSW)